# Birdman avagy (A mellőzés meglepő ereje)
Birdman avagy (A mellőzés meglepő ereje) (eredeti cím: Birdman or (The Unexpected Virtue of Ignorance)) 2014-ben bemutatott amerikai vígjáték. Alejandro González Iñárritu rendezte, aki a forgatókönyv írója is egyben. A filmet 2014. augusztus 27-én, a 71. Velencei Nemzetközi Filmfesztiválon mutatták be és Arany Oroszlán díj-jelölést is kapott.
2015-ben 7 Golden Globe-díjra jelölték a filmet, amelyekből a 72. Golden Globe-gálán kettőt vihetett el. A Filmművészeti és Filmtudományi Akadémia 2015. január 15-én tartott sajtótájékoztatóján jelentették be, hogy a filmet összesen kilenc Oscar-díjra jelölték, köztük a legjobb film és legjobb rendezőnek járó elismerésre is. A 2015. február 22-én megtartott 87. Oscar-gálán a film négy díjat nyert el.

## Szereplők
| Szereplő       | Színész            | Magyar hang         |
| -------------- | ------------------ | ------------------- |
| Riggan Thomson | Michael Keaton     | Csankó Zoltán       |
| Sam            | Emma Stone         | Nemes Takách Kata   |
| Mike Shiner    | Edward Norton      | Stohl András        |
| Lesley         | Naomi Watts        | Létay Dóra          |
| Laura          | Andrea Riseborough | Nagy-Németh Borbála |
| Brandon        | Zach Galifianakis  | Scherer Péter       |
| Sylvia         | Amy Ryan           | Ősi Ildikó          |
| Tabitha        | Lindsay Duncan     | Bánsági Ildikó      |
| Annie          | Merritt Wever      | Törtei Tünde        |
| Clara          | Natalie Gold       | Lipcsei Bori        |
| Gabriel        | Damian Young       | Presits Tamás       |
| Ralph          | Jeremy Shamos      | Sörös Miklós        |
| Larry          | Michael Siberry    | Forgács Gábor       |
| Őrült férfi    | Bill Camp          | Törköly Levente     |

## Díjak és jelentősebb jelölések

### Elnyert díjak
Oscar-díj (2015)
- díj: legjobb film
- díj: legjobb rendező – Alejandro González Iñárritu
- díj: legjobb operatőr – Emmanuel Lubezki
- díj: legjobb eredeti forgatókönyv – Alejandro González Iñárritu, Armando Bo, Nicolás Giacobone
- jelölés: legjobb férfi mellékszereplő – Edward Norton
- jelölés: legjobb női mellékszereplő – Emma Stone
- jelölés: legjobb férfi alakítás – Michael Keaton
- jelölés: legjobb hangvágás
- jelölés: legjobb hangkeverés

Golden Globe-díj (2015)
- díj: legjobb színész – zenés film és vígjáték – Michael Keaton
- díj: legjobb forgatókönyv: Alejandro González Iñárritu, Armando Bo, Nicolás Giacobone
- jelölés: legjobb rendező jelölés: Alejandro González Iñárritu
- jelölés: legjobb férfi mellékszereplő jelölés: Edward Norton
- jelölés: legjobb női mellékszereplő jelölés: Emma Stone
- jelölés: legjobb eredeti filmzene jelölés: Antonio Sanchez

César-díj (2016)
- díj: legjobb külföldi film

Velencei Nemzetközi Filmfesztivál (2014)
- jelölés: Arany Oroszlán díj – Alejandro González Iñárritu